# رامون دي لا فوينتي ليال
رامون دي لا فوينتي ليال (بالإسبانية: Ramón de la Fuente Leal)‏ (31 ديسمبر 1907 – 15 سبتمبر 1973) لاعب كرة قدم إسباني راحل كان يجيد اللعب في خط الهجوم .
لعب طوال مسيرته الرياضية في أندية باراكالدو (1923-1926) أتلتيك بيلباو (1926-1934) أتلتيكو مدريد (1934-1936).
مثل منتخب إسبانيا في 8 مباريات (1927-1935). شارك مع منتخب إسبانيا في بطولة كأس العالم 1934 في إيطاليا حيث خرج من الدور الربع النهائي.
تولى تدريب نادي ديبورتيفو لاكورونيا (1943-1945).

## وصلات خارجية
- رامون دي لا فوينتي ليال على موقع الاتحاد الدولي (مؤرشف)  (الإنجليزية)
- رامون دي لا فوينتي ليال على موقع عالم كرة القدم.نت (الإنجليزية)

- سيرة ذاتية